# Burmeistera acuminata
Burmeistera acuminata är en klockväxtart som beskrevs av Gustav Karl Wilhelm Hermann Karsten. Burmeistera acuminata ingår i släktet Burmeistera och familjen klockväxter.
Artens utbredningsområde är Colombia. Inga underarter finns listade i Catalogue of Life.